# Garrotxes

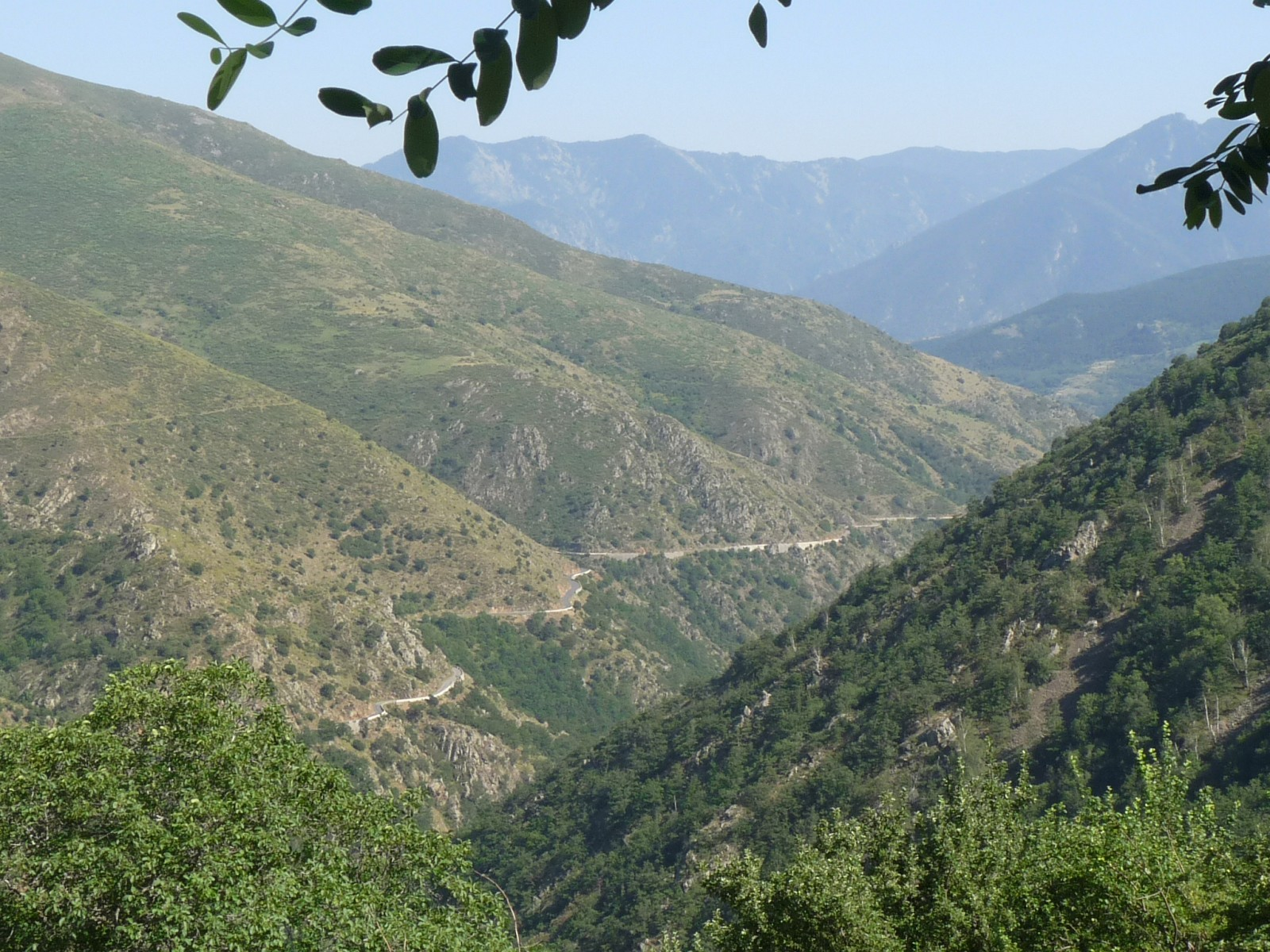
Las Garrotxes vistas desde Railleu.

Las Garrotxes, también denominada Garrotxes de Conflent, es una región natural de Francia, situada en el departamento de los Pirineos Orientales, en el extremo noroeste del Conflent, en la parte oriental de los Pirineos, de la cual forman parte cinco comunas francesas.
Se extiende por el valle de la ribera del Cabrils y está conformada por parte de la vertiente suroeste del macizo de Madres. La región presenta un índice de población extremadamente reducido y fisonomía de alta montaña.

## Comunas de la comarca
- Caudiès-de-Conflent,
- Sansa,
- Ralleu,
- Ayguatébia-Talau,
- Oreilla